# Campeonato de fútbol de Alemania Septentrional
El Campeonato de fútbol de Alemania Septentrional (en alemán: Norddeutsche Fußballmeisterschaft) fue la liga de fútbol más importante de Alemania Septentrional y una de las ligas de fútbol de primera división de Alemania desde 1906 hasta 1933.

## Historia
La liga fue creada en 1906 y lo conformaban los equipos de las provincias de Schleswig-Holstein y Hanover; los estados de Hamburgo, Lübeck, Mecklenburg-Schwerin, Mecklenburg-Strelitz, Oldenburg, Bremen y el ducado de Brunswick. A diferencia de las otras ligas similares de la época, en ésta cuando cayó el Imperio alemán en 1918 y pasó a ser república, la distribución geográfica y los equipos se mantuvieron a pesar del cambio del estatus geopolítico de la región.
En su primera edición participaron seis equipos que jugaban una fase clasificatoria por sede y el campeonato se jugaba bajo un sistema de eliminación directa donde el campeón clasificó al Campeonato Alemán de fútbol. Mantuvo el mismo sistema de competición al año siguiente pero con ocho equipos y así se mantuvo hasta la temporada 1913/14 cuando cambió el formato por uno de 10 equipos todos contra todos a visita recíproca.
La edición de 1914/15 no se jugó a causa de la Primera Guerra Mundial, pero a diferencia de los demás campeonatos regionales del país, éste reanudó actividad en 1916 con la diferencia de que los participantes eran selecciones regionales y no los equipos, en 1917 se jugó con equipos, en 1918 con selecciones regionales y en 1919 con equipos bajo un sistema de eliminación directa.
En 1920 aumentó la cantidad de equipos a 12, y cambió nuevamente a formato de liga con la diferencia de que los equipos estaban divididos en dos grupos de seis en los que el campeón de cada grupo jugaban la final. En esa década inició el dominio del Hamburger SV que ganó el campeonato seis veces en ese periodo. En 1922 la cantidad de participantes bajó a siete y al año siguiente pasó a jugarse el sistema de eliminación directa nuevamente, y para 1924 bajó la cantidad de participantes a 5.
Posteriormente se mantuvo el sistema de liga a una vuelta en los años posteriores con la cantidad de participantes, variando en cada edición y a partir de 1925 el subcampeón también lograba la clasificación al campeonato nacional.
La liga fue eliminado en 1933 luego de la ocupación nazi en Alemania, y la liga fue reemplazada por las Gauliga Niedersachsen y Gauliga Nordmark.

## Lista de Campeones
| Temporada | Campeón                | Finalista               | Resultado  |
| --------- | ---------------------- | ----------------------- | ---------- |
| 1906      | Victoria Hamburg       | Eintracht Braunschweig  | 5–2        |
| 1907      | Victoria Hamburg       | Eintracht Braunschweig  | 6–1        |
| 1908      | Eintracht Braunschweig | Victoria Hamburg        | 3–1        |
| 1909      | Altona 93              | Eintracht Braunschweig  | 6–3        |
| 1910      | Holstein Kiel          | Werder Bremen           | 7–1        |
| 1911      | Holstein Kiel          | Eintracht Braunschweig  | 6–1        |
| 1912      | Holstein Kiel          | Eintracht Braunschweig  | 3–2        |
| 1913      | Eintracht Braunschweig | Victoria Hamburg        | 3–2        |
| 1914      | Altona 93              | Holstein Kiel           | N/A        |
| 1915      | No se jugó             | No se jugó              | No se jugó |
| 1916      | Hamburg-Altona         | Hannover                | 5–1        |
| 1917      | Borussia Harburg       | Marine SC Wilhelmshaven | 4–1        |
| 1918      | Hamburg-Altona         | Wilhelmshaven           | 9–1        |
| 1919      | KV Victoria/Hamburg 88 | Bremer SC               | 2–0        |
| 1920      | Arminia Hannover       | Borussia Harburg        | 2–1        |
| 1921      | Hamburger SV           | Hannover 96             | 3–1 / 8–0  |
| 1922      | Hamburger SV           | Holstein Kiel           | N/A        |
| 1923      | Hamburger SV           | Holstein Kiel           | 2–0        |
| 1924      | Hamburger SV           | Eintracht Braunschweig  | N/A        |
| 1925      | Hamburger SV           | Altonaer FC 93          | 2–1        |
| 1926      | Holstein Kiel          | Hamburger SV            | N/A        |
| 1927      | Holstein Kiel          | Hamburger SV            | N/A        |
| 1928      | Hamburger SV           | Holstein Kiel           | N/A        |
| 1929      | Hamburger SV           | Holstein Kiel           | N/A        |
| 1930      | Holstein Kiel          | Arminia Hannover        | N/A        |
| 1931      | Hamburger SV           | Holstein Kiel           | N/A        |
| 1932      | Hamburger SV           | Holstein Kiel           | N/A        |
| 1933      | Hamburger SV           | Arminia Hannover        | N/A        |

En negrita el equipo que fue campeón nacional en ese año.

## Títulos por equipo
| Títulos por Equipo     |         |                                                            |
| Club                   | Títulos | Años                                                       |
| Hamburger SV           | 11      | 1921, 1922, 1923, 1924, 1925, 1928, 1929, 1931, 1932, 1933 |
| Holstein Kiel          | 6       | 1910, 1911, 1912, 1926, 1927, 1930                         |
| SC Victoria Hamburg    | 2       | 1906, 1907                                                 |
| Eintracht Braunschweig | 2       | 1908, 1913                                                 |
| Altona 93              | 2       | 1909, 1914                                                 |
| Borussia Harburg       | 1       | 1917                                                       |
| KV Victoria/88 Hamburg | 1       | 1919                                                       |
| SV Arminia Hannover    | 1       | 1920                                                       |